# 冷泉院
冷泉院（れいぜいいん）は、平安時代の天皇の累代の後院（ごいん、譲位後の御所）の1つ。
大内裏の東に隣接し、左京二条二坊、大宮大路の東・二条大路の北4町を占めた（現在の二条城の北東部分に該当）。多くの殿舎を備えた寝殿造であったという。

## 経過
弘仁年間頃に離宮として成立、816年（弘仁7年）嵯峨天皇が行幸したことが記録上の初見である。天皇は譲位後ここを後院として、834年（承和元年）まで居住した。嵯峨上皇没後はその皇后橘嘉智子の御所となる。子の仁明天皇はたびたび行幸し、内裏修復の間はここを御所とした。次代の文徳天皇も居住。その後は陽成上皇が後院として活用し、917年（延喜17年）の冬に京中の井泉が枯渇した際には、上皇は東北の門を開き庶人に池水を汲ませている（『日本紀略』延喜17年12月19日条）。のちに村上天皇が仮御所とした他、冷泉上皇が後院とし、後冷泉天皇の里内裏にもなった。
始めの名称は「冷然院」であったが、火災による焼失と再建を繰り返したことから「然」の字が「燃」に通じ不吉であるとされて、954年（天暦8年）の再建の際に「冷泉院」に改称した。
天喜3年（1055年）に殿舎を取り壊して一条院へ移築、以後の消息はよく判っていない。
近年、敷地跡である二条城内の発掘により、かつての冷泉院の庭園遺構が見つかっている。2016年（平成28年）には出土品352点が「平安京左京二条二坊「冷然（泉）院」出土品」として京都市指定有形文化財に指定された。

## 略歴
- 0816年（弘仁07年） 嵯峨天皇、冷然院へ行幸
- 0858年（天安02年） 文徳天皇、冷然院の新成殿で崩御
- 0875年（貞観17年） 最初の火災
- 0880年（元慶04年） 再建
- 0949年（天暦03年） 陽成上皇、冷然院で崩御、1か月余後に2度目の火災
- 0954年（天暦08年） 冷泉院へ改称
- 0970年（天禄元年） 冷泉上皇が後院として居住した7か月後に3度目の火災
- 1055年（天喜03年） 殿舎を一条院へ移築